# Dîner du chevalier
En France, le dîner du chevalier est une redevance particulière due par un vassal à son seigneur. Alors que beaucoup d'autres redevances portaient sur des dons en nature, il s'agit là d'un repas copieux et digne de son rang que doivent offrir collectivement les vassaux une fois l'an.
Il est attesté en Bretagne du XVe au XVIIIe siècle dans la petite seigneurie de Kerlois, dans la paroisse de Berné, en particulier comme dû par des habitants du bourg et des villages de Kerguonnet et Censec, non sans de durables réticences ainsi qu'en témoignent certains documents du « Fonds de la famille de Coëtdor » conservés aux archives départementales du Morbihan.
Un aveu rendu à Jehan de la Sauldraye par Jehan le Boëdec parle d'un « devoir de manger appelé viande de chevalier ». Un autre parle « d'ung disner pour viande de comte » payable chaque année.
Toujours à propos de cette paroisse, un procès porté en 1581 devant la sénéchaussée royale d'Hennebont permet d'avoir la description complète des exigences du seigneur :

« Que entre autres rentes les dits defendeurs et leurs consortz "sont tenues et doivent payer, servir et continuer par chacun an, à ung jour de manger viande, au dit demandeur, à tel jour qu'il lui plaira leur faire assigner au mois de janvier, au bourg parrochial de Berné, ung diner appelé communément et de temps immémorial la viande au chevallier, leur faisant le dit demandeur donner assignation du lieu et jour qu'il luy plaira l'accepter, à ban à l'issue de la messe parrochialle du dit Berné ; auquel disner, le dit demandeur acompaigné de sa femme, sa damoiselle et trois aultres gentilz hommes que le dit demandeur aura pour lui faire compaigne, il doit être traité honnorablement par les dits defendeurs, de rosty, bouilly, et aultres bonnes viandes avec leurs sauces, de pain de fouace et de choesme, de bons vins blancs et cleret, jusques à leurs suffisances, serient en belles taxes d'argent, et de beau et blanc linge, ainsi qu'il appartient à nobles personnes estre traicté. Que davantage en la chambre où se mangera le dit diner sont les dits defendeurs et chacun d'eux tenus d'assister personnellement pour servir le dit demandeur leur seigneur et sa compaigne, ayans les defendeurs leurs testes descouvertes, et durant cellui repas sont tenues faire bonnes et seurres gardes aux portes de la dite chambre, et de faire en celle chambre beau feu de charbon sans fumée, y faire allumer chandelles de cire tout durant le dit diner. »

Le contentieux à peine réduit, s'enfle à nouveau en 1584-1585 et dure au moins jusqu'en 1682 où trois vassaux seulement s'acquittent de leur obligation.